# Zrodila se folková hvězda
Zrodila se folková hvězda (v anglickém originále Yokel Hero) je 14. díl 32. řady (celkem 698.) amerického animovaného seriálu Simpsonovi. Scénář napsali Jeff a Samantha Martinovi, díl režíroval Rob Oliver. V USA měl premiéru dne 7. března 2021 na stanici Fox Broadcasting Company a v Česku byl poprvé vysílán 26. dubna 2021 na stanici Prima Cool.
Díl vypráví o Cletusovi, který se stane pěveckou hvězdou. Díl byl přijat pozitivně a ve Spojených státech jej v premiéře sledovalo 1,38 milionu diváků.

## Děj
Carl slaví U Vočka narozeniny se svými přáteli. Marge upozorní Homera, aby neřídil auto opilý, a neměl tak problém se zákonem. Zpívající Homer je po cestě domů zatčen policií a stráví noc v cele pro opilce, kde sdílí místnost s Cletusem. Ten mu zazpívá píseň, která ho donutí přemýšlet o rodině, a stává se „novým člověkem“. Jakmile se vrátí domů, donutí Barta vstát, když do místnosti vstoupila žena (Marge), a také se společně pomodlili.
Homer přivede rodinu na Cletusovu farmu, aby jim ukázal muže, který změnil jeho život. Dohodnou se, že se Homer stane Cletusovým manažerem. Cletus tedy zahájí svou pěveckou kariéru a objíždí různé bary a hospody. Postupem času se stane natolik slavným, že je pozván do televizní show Elin Degenerousové a píše se o něm i v časopisech.
V letadle Cletus Homerovi sdělí, že si najme nového profesionálního manažera. Cletus mu tedy představí nového úhledného manažera ze společnosti Parazit a i přes Homerovu snahu Cletus nabídku přijme. Homer je z toho smutný, a kvůli tomu už nechce být „novým člověkem“. Marge s Brandinou se snaží Homera přesvědčit, aby jim šel pomoct s návratem Cletuse k rodině. V Shelbyvillu jej nakonec s jeho dětmi přesvědčí a vrací se domů. Úhledný manažer nepolevuje a přesvědčuje nového klienta, jenže selže.
Mezititulková scéna se nachází opět v cele, kde Haďák požádá o pilu na železo jako „hudební nástroj“ a Wiggum mu ji dá.

## Produkce

### Vydání
Roku 2021 vydala stanice Fox Broadcasting Company osm propagačních obrázků k dílu.

### Původní znění
Albert Brooks (v titulcích uveden jako A. Brooks) jako host daboval v původním znění úhledného manažer. Dříve ztvárnil jednu z hlavních postav Simpsonových ve filmu, Russa Cargilla, a hostoval také v sedmi předchozích dílech seriálu.

### České znění
České znění vyrobila společnost FTV Prima v roce 2021, závěrečné namlouvané titulky byly zkráceny z důvodu potitulkové scény.

## Přijetí

### Sledovanost
Ve Spojených státech díl v premiéře sledovalo 1,38 milionu diváků. Rating ve věkové skupině 18–49 let dosáhl při premiérovém vysílání hodnoty 0,5.

### Kritika
Tony Sokol, kritik Den of Geek, napsal: „Simpsonovi přináší extrémně nuancovaný pohled na několik dobře ohraných témat. Víme, že Zrodila se folková hvězda dojde do předem stanoveného konce, protože Cletus je stálá postava navždy zaseknutá ve své roli,“ a ohodnotil jej 4 hvězdičkami z 5.